# شهرك شهيد رجائي (غتشين)
شهرك شهيد رجائی (بالفارسية: شهرک شهید رجائی) هي قرية تقع في إيران في قسم غتشین الريفي. يقدر عدد سكانها بـ 966 نسمة .